# Pryteria borussica
Pryteria borussica là một loài bướm đêm thuộc phân họ Arctiinae, họ Erebidae.